# Currie (Nevada)
Currie es un área no incorporada en el Condado de Elko, Nevada, Estados Unidos; su población es cercana a los 20 habitantes, considerándose a veces como un despoblado.
El pueblo se llama así debido a Joseph Currie, quien comenzó con un rancho en 1885. El descubrimiento de cobre en las cercanías del pueblo de Ely hizo que se construyera una estación entre Ely con la línea principal de Southern Pacific, en Cobre, Nevada. Currie está en el punto medio entre las 2 urbes. El 22 de marzo de 1906, fue cuando el primer tren entre Cobre a Currie operó; entre 1906 a 1941, aproximadamente 4.6 millones de pasajeros transportó esta línea.
La fundición de cobre de Ely cerró el 20 de junio de 1983, cerrando la vía férrea el siguiente día.
La mayor porción del pueblo (el distrito comercial) cuenta con 0.08 km², el cual es de propiedad de Glenn y Brenda Taylor, residentes en Utah; este consiste en el Mercado Goshute, un bar, una casa contigua, cabinas, parque comercial, garajes, edificios históricos y corrales; en este también se encuentra Northern Nevada, el distrito escolar del condado de Elko y el colegio elemental de Currie, el Rancho Lear y el departamento de autopistas de Nevada.